# Sinamaica
Sinamaica é uma cidade venezuelana, capital do município de Páez (Zulia).
Para se visitar Sinamaica pode-se pegar as lanchas em El Moján ou seguir até Puerto Cuervito, a 45 minutos de Maracaibo. Em la laguna de Sinamaica, lago de água salgada, descobre-se o que significa viver da água e sobre ela. Seu nome significa “el sitio de espejismo”, ou seja, o lugar de miragem, e é aqui que está assentada a etnia Añu-Paraujana com sua língua, sua cultura e suas manifestações mais arraigadas. São umas 3 000 pessoas que vivem da pesca, artesanato, comércio e turismo. O passeio clássico pelo lago inclui uma parada obrigatória no Tunel do Amor, na Igresia de Nuestra Señora de la Virgen del Carmen, prova viva da união entre a crença indígena e a fé cristã, e na Cooperativa Emayunta, onde várias senhoras se dedicam ao artesanato. A melhor época para visitar Sinamica é durante o verão, especialmente nos meses de janeiro e fevereiro.